# Joseph Weigl
Joseph Weigl (Eisenstadt, antic Imperi Austro-hongarès, 28 de març de 1766 - Viena, Àustria, 3 de febrer de 1846) fou un compositor hongarès.
Estudià els elements de l'art musical, el piano i el baix continu, amb un professor anomenat Witzig, que residí en un poble dels voltants de Viena. En establir-se els seus pares en aquesta capital, el feren seguir la carrera de Dret, però sense abandonar l'estudi de la música, que com el seu germà petit Thaddaeus Weigl continuà sota la direcció Johann Georg Albrechtsberger, i en aquesta progressà molt, de tal manera que a penes complerts els setze anys, havia compost una òpera, La precaution inutile.
La família no veia amb gust aquesta orientació del noi, però Albrechtsberger i Antonio Salieri, que pronosticaren un esdevenidor en l'art, influïren amb tanta assiduïtat, que Weigl va poder seguir la seva vocació, encarregant-se Salieri d'imposar-li l'estil dramàtic i el mecanisme del cant.
Va compondre un bon nombre d'òperes pels teatres de Viena, en el gènere italià, i això li valgué ésser escripturat per escriure en La Scala de Milà, i, a la mort de Salieri (1825), aconseguí la plaça de segon mestre de la capella imperial. Llavors deixà de compondre per al teatre i es dedicà a la música religiosa, en la que destacà molt.
Paganini va escriure una sonata amb variacions sobre un tema de Weigl.

## Biografia[3]
Compositor i director d'orquestra, fill de Joseph Weigl. El 1769 es va traslladar a Viena, on es va reconèixer ràpidament el seu talent musical gràcies a Florian Leopold Gassmann.
Va estudiar cant a fins al 1775 amb el director coral i director d'escola de Korneuburg, Sebastian Witzig. Al 1776 va ingressar al liceu i va estudiar música amb Albrechtsbeger fins a 1782. Va començar, però no va completar, els cursos de medicina i dret. A l'edat de 16 anys Weigl va escriure la seva primera òpera Die unnütze Vorsicht per a teatre de marionetes. Més tard, es va reunir amb Gluck i Salieri, que van ser responsables d'organitzar una actuació al Burgtheater el 1783.
Cada diumenge el Baró Gottfried van Swieten el convidava als seus matins musicals. Allí, Weigl va entrar en contacte amb Mozart, Salieri, Teyber i Starzer i tocaven les obre de Bach, Handel i Graun, amb Mozart acompanyant al fortepiano.
"Escoltar a Mozart interpretant les obres més difícils amb la seva fluïdesa única i, alhora, cantar i corregir els errors dels altres", va dir Weigl en la seva autobiografia, "no podia sinó fer créixer la meva admiració".
Salieri va convèncer el pare de Weigl del talent del seu fill, ell mateix va instruir-lo en composició amb tan sols 19 anys i el va introduir a la vida del teatre de la cort. Allí, Weigl va haver d'acompanyar i portar els cantants i d'entre els treballs que va assajar trobem Le nozze di Figaro de Mozart i Don Giovanni amb posteriors interpretacions d'aquestes òperes on ell mateix era el director d'orquestra. Probablement també va assajar Così fan tutte.
En 1790 Weigl va ser diputat Kapellmeister al teatre de la cort, i el juliol de 1791 va ser fet successor de Salieri per Leopold II. El seu primer gran èxit al teatre va arribar amb La principessa d'Amalfi el 1794. Haydn (que era el seu padrí) el va felicitar amb les següents paraules: " Fa molt de temps que no he gaudit de la música tant com la teva La principessa d 'Amalfi com ahir: és novedosa en la concepció, noble, expressiva, en definitiva, una obra mestra ". Durant la dècada de 1790 Weigl va compondre no només en italià, sinó també òperes alemanyes (incloent Das Petermännchen i Das Dorf im Gebirge). Després de la creació d'una companyia de ballet a la cort el 1791, Weigl va començar una fructífera col·laboració amb els ballarins Antonio Muzzarelli, Salvatore Viganò i Giuseppe Traffieri.
A partir de 1794, Weigl va rebre una comissió especial per compondre una òpera i dos ballets cada any. Entre els ballets més destacats es trobaven Pigmalione, Riccardo cor di leone, il ratto d'elena, entre d'altres. El seu primer gran èxit operístic a l'exterior era L'amor marinaro, que es tocava en tots els teatres més grans d'Europa. Beethoven va fer ús de la secció de tancament del seu terzetto "Pria ch'oio l'impegno" com a tema de les variacions del seu Trio de Clarinet en Bb op.11.
El 1802, Weigl es va casar amb Elisabeth Beeruer, una criada de la cort amb qui va tenir tres fills: Leopold, Theresia i Leopoldine. Al 1802 va ser convocat a l'Òpera Stuttgrat, però va renunciar a causa de la seva cita vitalícia amb la cort vienesa. Va tenir una patrona especial, l'emperadriu Marie Therese, la segona esposa de l'emperador Franz II. Va ser per ella que va escriure l'òpera L'uniforme (1800) i en la primera representació al teatre del castell de Schönbrunn ella mateixa cantava el paper principal. A la temporada 1807-8, Weigl va compondre Cleopatra i Il rivale di se stesso per La Scala. Aquest últim va ser un gran èxit i va tenir 111 actuacions en tres anys. Se li van oferir ser el director del Conservatori de Milà però ho va rebutjar i el juliol de 1808 va tornar a Viena.
El Singspiel Das Waisenhaus (1808) i Die Schweizerfamilie (1809) són punts clau en la seva producció dramàtica. El primer té més de 100 representacions vieneses en deu anys, i Die Schweizerfamilie es va representar a tot el món durant el segle xix. Weigl va ser un dels principals participants en els preparatius musicals del Concili de Viena, on la seva òpera Die Jugend Peter des Grossen (1814) va estrenar-se com una de les actuacions del festival 
El 1815 va ser cridat novament a Milà, on va compondre l'òpera L'imboscata per a La Scala i la cantata Il ritono d'Asrea (1815) per a l'arribada de l'emperador austríac Franz I.
El febrer de 1816 va tornar a Viena, on va acabar la seva segona òpera comissionada per a Milà, Margaritta d'Anjou. L'estrena, però, no va tenir lloc a Milà, sinó a Viena el 1819. La seva sèrie d'obres escèniques va acabar el 1823 amb Die eiserne Pforte, després de la qual va compondre principalment música raspada. Un decret del 22 de gener de 1827 el va nomenar vice-Kapellmeister i va ocupar aquesta posició fins a 1838. A la seva jubilació, el 1839, va ser guardonat amb el Civi-Ehrenmedille d'or.
A Weigl el van cremar al cementiri de Währing, però més tard es va erigir un memorial commemoratiu al cementiri central de Viena. Va ser membre honorari del Conservatori de Milà (1812) i del Gesellschaft der musikfreunde de Viena (1826), així com de diverses altres associacions musicals. El 1828 va rebre la llibertat de la ciutat de Viena. Hi ha dues autobiografies manuscrites, una de les quals conté una llista d'obres a la Nationalbibliothek de Viena.

## La seva obra
L'obra de Weigl es compon de dos estils diferents. La influència italiana predominant s'evidencia a les seves primeres òperes: obres més lleugeres, d'estil bel canto fresco i encantador, com les òperes Principessa d'Amalfi i L'amor marinaro. Però aviat va començar a escriure òperes de llengua alemanya que estaven més d'acord amb l'evolució del romanticisme musical a Alemanya. El seu treball en la forma "Singspiel" (més lleugera, òpera orientada popularment amb diàleg parlat) va ser particularment influent. Dos primers exemples són Das Waisenhaus i Der Bergsturz von Goldau.
Die Schweizer Familie és vist per molts historiados com una fita important en el desenvolupament de l'òpera romàntica alemanya. Aquesta manteixa òpera també va poder tenir un impacte directe sobre Franz Schubert, que la va veure actuar moltes vegades. La seva utilització del clarinet com a "pastor d'instrument pastoral" potser hauria inspirat el famós Lied amb el clarinet de Schuber Dier Hirt auf dem Felsen que va ser escrit per a la mateixa diva que va estrenar el paper de la soprano a Die Schweizer Familie . Schubert també va intentar escriure Singspiele en l'estil de Weigl.
Les òperes italianes de Weilg van des del 1788 fins al 1816. Inicialment, modelant el seu treball sobre les òperes de Mozart, d'una banda, i l'òpera Neapiltian buffa, de l'altra, Weigl va aconseguir una combinació estilística que finalment es va convertir en un estil madur propi. El gènere de la semiseria i va permetre experimentar amb formes expandides i orquestració inusual. En la seva òpera L'uniforme, Weigl i Carpani anticipen a Fidelio no només en matèria de tema, sinó també en el paper actiu del cor i el predomini dels conjunts. A les seves últimes dues òperes italianes, L'imboscata i Margarita d'Anjou, l'ús del llenguatge dramàtic romànic es pot veure en el cromatisme, preferència per les formes mediants, grans, disposició simètrica de tonalitats, entrecreuament de motius, solos intrumentals i independents part-writitng fins i tot per a la viola. Les obres sagrades de Weigl pertanyen a la tradició de la música clàssica vienesa postclàssica. Mostren una habilitat contrapuntual completa; una característica essencial de la seva escriptura fugal és en l'ús de la seqüència, i els punts de pedal prolongats no apareixen. En les seves masses, el violoncel s'allibera de la línia de baix a través de la qual es donen chrods trencats i freqüents passos solistes. Weigl va utilitzar passatges d'uníson a tensions inesgotables, i la seva escultura coral escrupolosament observa les limitacions de les veus.
Molts poden preguntar-se per què Weigl, que era un contemporani molt popular de Haydn, Mozart i Beethoven, va ser oblidat, mentre que els altres tres s'han convertit en noms coneguts al món musical. L'estudi de les obres de Weigl revela dues raons relacionades per les quals la música de Weigl va caure en l'oblit. En primer lloc, sabia el que li agradava i esperava el seu public, en altres paraules, ell va escriure de propòsit la música "pràctica" que immediatament apel·lava al públic, que atenia les efímeres modes sense molta preocupació en la posperitat.
El pioner romànitic alemany Carl Maria von Weber pot haver tocat un factor associat quan, en una revisió de Das Waisenhaus del 1817, va escriure essencialment que Weigl va aconseguir un efecte melòdic i escènic en la seva músic, però que el seu talent no s'estenen a la música dramàtica seriosa. Així doncs, la seva manca de novetat i l'escassetat d'obres dramàtiques molt reeixides d'ell podrien haver fer que el públic no pensés en ell com un compositor "seriós".
Ara estem redescobrint en la música de Weigl un aspecte freqüentment passat per alt de l'època clàssica, és a dir, la seva música més "popular". I hem començant a adonar-nos que, encara que mai no hagi guanyat un nínxol permanent al panteó de grans compositors, la música de Joseph Weigl va ser, de fet, una força cultural important del seu temps; un que va servir per influir en les generacions de compositors per venir.

## Òperes
- La precaution inutile
- La Sposa collerica
- Il Pazzo per forza
- La Caffetiera
- La Principessa d'Amalfi
- Giulietta è Picrolto
- L'Amor marinaro
- L'Academia del maestro Cisolfaut
- I Solitari
- L'Uniforme
- Le Prince invisible
- Cleopatra
- Il Rivale de si stesso
- L'Imboscata
- L'Órfana d'Inghilterra
- Le Petit Homme Pierre
- Le Village dans les montagnes
- La Maison des orphelins
- La Famille suisse
- Françoise de Foix
- Le Feu de Vesta
- La Chûte de la montagne
- L'Empereur Adrien
- La Jeunesse de Pierre le Grand
- La Chùte de Baal
- La Porte de fer
- Ostade
- L'Ermite
- Le Rosignol et le Corbeau
- Waldemar
- Edouard et Caroline

## Ballets
- L'Embleme de la vie humaine
- Les Mouniers
- Pigmalion
- Richard, Coeur de Lion
- L'Enlèvement d'Hélène
- L'Incendie de Troie
- Alonzo et Cora
- La Mort de Rolla
- Alcine
- Alceste
- La Danseuse d'Athènes
- Les Jeux d'Istrie
- La Fête des Bacchantes
- Les Espagnols à l'ile Christine

## Oratoris i Cantates
- La Passió de Jesucrist
- Resurrezione
- Hamlet

## Melodrama
- Flora et Minerve: cantata
- Venere et Adone: cantata
- Diana ed Endimione: cantat
- Il Miglior dono: cantata
- L'Amor figliusolo: cantata
- Il Giorno di nascita; cantata
- Il Sagrifizio: cantata
- Il Riposo dell'Europa: cantata
- La Festa de Carolina negli Elisi: cantata
- Venere e Marte: cantata
- Il Ritorno d'Astrea: cantat
- La Bonne volonté: cantata
- Les Sentiments de reconnissance: cantata
- Les Muses: cantata
- Irene: cantata

## Altres composicions
- 10 Misses solemnes; 2 graduals; ofertoris; obertures; entreactes; aires; romances; cors; finals; cançons, alemanyes i italianes: danses; cançons militars, 3 trios per a oboès, violí i violoncel, etc.